# Université de Jönköping

L'université de Jönköping (en suédois : Högskolan i Jönköping) est un établissement public d'enseignement supérieur suédois situé à Jönköping, dans le Sud du pays.

## Historique
En 1897, les premières étudiantes infirmières de Jönköping ont été diplômées par le Conseil du comté de Jönköping. En 1947, une école primaire a été créée, et en 1963, une école maternelle a vu le jour dans la ville. En 1977, un collège universitaire a été créé à Jönköping dans le cadre de la formation universitaire. Il a été transformé en collège de fondation par le gouvernement suédois en 1994. Depuis 2015, l'institution utilise également le nom d'université de Jönköping dans le contexte suédois, mais reste une université. En juin 2016, le Conseil suédois de la langue a signalé l'université au médiateur parlementaire pour le changement de marque, citant la loi sur la langue, car il estime que donner des noms d'institutions importantes en anglais envoie des signaux erronés. L'affaire a été abandonnée au motif que le changement de nom n'est pas sous la supervision du Médiateur.